# Orgères (Ille y Vilaine)
 Orgères  es una población y comuna francesa, situada en la región de Bretaña, departamento de Ille y Vilaine, en el distrito de Rennes y cantón de Bruz.

## Demografía
| 911 | 1064 | 1708 | 2175 | 2537 | 2881 |
| Para los censos de 1962 a 1999 la población legal corresponde a la población sin duplicidades (Fuente: INSEE [Consultar]) |      |      |      |      |      |